# Electric Lady Lab
Electric Lady Lab var en dansk elektro-pop duo, der bestod af producer og sangskriver Martin Bøge Pedersen og sangerinde Stine Hjelm Jacobsen. De udgav deres debutalbum, Flash! den 7. januar 2011.
Electric Lady Lab blev dannet i marts 2009. Martin var tidligere en del af popduoen The Loft, og Stine har en fortid i indiepop-bandet NU. De har kendt hinanden siden 1990'erne hvor de gik på gymnasium sammen i Køge.
Electric Lady Lab debuterede med singlen "It's Over Now" i november 2009, men fik sit kommercielle gennembrud med "You & Me" fra juni 2010. Sangen sampler temaet fra "Rhythm Is a Dancer" (1992) fra den tyske eurodance gruppe Snap!. Singlen opnåede en placering som nummer to på hitlisten, og modtog platin for 30.000 solgte downloads. I maj 2011 blev singlen udsendt i Tyskland, Schweiz og Østrig. Electric Lady Lab samarbejdede med popgruppen The Storm på nummeret "The Chosen Ones" fra albummet Rebel Against Yourself (2011), hvor Stine Hjelm Jacobsen synger sammen med Pernille Rosendahl.
Den 1. september 2011 udkom singlen "Touch Me", der sampler a-ha's "The Sun Always Shines on T.V." (1985). Sangen er skrevet sammen med Johan Wohlert fra Mew, og bruger a-ha-forsanger Morten Harkets originale vokal samt tema fra sangen.
Electric Lady Lab er kendt for at sample ældre hits. Singlen "Open doors" fra 2013 bruger samplen fra Jan Hammers 80'er-klassiker "Crockett's Theme" og seneste single "Hurts" bruger en sample fra Roxettes megahit "Listen to your heart".
Den 5. februar 2016 udkom singlen "Love Is War" som første single fra en kommende EP. Den 14. marts 2016 meddelte Electric Lady Lab at de ville stoppe som duo.
Electric Lady Lab er blevet fremhævet som eksempel på den nye bølge af moderne dansk dancemusik.

## Diskografi

### Album
- Flash! (2011)

### Singler
| År                                                               | Single                                                    | Højeste placering | Højeste placering | Certificering        | Album  |
| År                                                               | Single                                                    | Download          | Streaming         | Certificering        | Album  |
| ---------------------------------------------------------------- | --------------------------------------------------------- | ----------------- | ----------------- | -------------------- | ------ |
| 2009                                                             | "It's Over Now"                                           | —                 | —                 |                      | Flash! |
| 2010                                                             | "You & Me"                                                | 2                 | —                 | - Platin (download)  | Flash! |
| 2010                                                             | "Wondering"                                               | —                 | —                 |                      | Flash! |
| 2011                                                             | "Touch Me"                                                | 19                | —                 |                      |        |
| 2012                                                             | "Taking Off"                                              | 31                | —                 | - Guld (streaming)   |        |
| 2012                                                             | "Alive" (Kato & Electric Lady Lab)                        | 4                 | 14                | - Platin (streaming) |        |
| 2013                                                             | "Broken Mirrors" (Electric Lady Lab featuring Sukker Lyn) | —                 | —                 |                      |        |
| 2013                                                             | "Open Doors"                                              | —                 | —                 |                      |        |
| 2014                                                             | "Hurts"                                                   | 18                | —                 |                      |        |
| 2016                                                             | "Love Is War"                                             | —                 | —                 |                      |        |
| "—" markerer en udgivelse der ikke opnåede en hitlisteplacering. |                                                           |                   |                   |                      |        |